# Terremoto del Nororiente del Perú de 1991
El conjunto de terremotos del Nororiente de 1991 fueron un enjambre de sismos que se iniciaron en la mañana del 4 de abril de 1991 con un sismo de 4,6 con epicentro entre Moyobamba y Lamas en el departamento de San Martín a las 10:46 (hora local), y que se continuaron con sismos premonitores al evento principal. Los sismos premonitores ayudaron a disminuir las pérdidas de vida debido a que la población acampó fuera de sus viviendas en prácticamente todo el Nororiente de Perú. El conglomerado sísmico golpeó un área severamente afectada 11 meses antes por otro terremoto, el 29 de mayo de 1990.
El terremoto principal, que tuvo una magnitud de 6.9 en la escala MW y IX escala de Mercalli, dejó 70 muertos, casi 900 heridos, y 265,000 personas damnificadas. Una de las zonas más afectadas fue el área del Alto Mayo en el departamento de San Martín, así como el resto de este departamento, los departamentos de Loreto, Amazonas, La Libertad, Cajamarca, Huánuco, Áncash y Piura; asimismo el terremoto provocó daños en el sur de Ecuador. La situación del terremoto agravó el estado de numerosas localidades afectadas por un sismo 11 meses antes de magnitud 6.6, el 29 de mayo de 1990.

## Daños, víctimas y zonas más afectadas
La ciudad de Moyobamba capital del departamento de San Martín recibió un duro impacto, debido a los daños sufridos un año antes por un violento sismo, y por la mayor cercanía del epicentro del nuevo evento telúrico, ubicado a 38 km al noroeste de la ciudad. Sucesivos y ligeros temblores premonitores pusieron en alerta a la población, que esperó fuera de sus hogares el terremoto principal, muchas personas habían establecido refugios temporales en los patios de sus viviendas, la prevención evitó grandes pérdidas humanas. En la ciudad solo se reportaron 11 fallecidos, 137 heridos y 23,000 damnificados. Aunque visto desde otro ángulo la destrucción se acentuó en las viviendas dañadas por el terremoto de San Martín de 1990 y en las que estaban en proceso de reconstrucción. El movimiento sísmico destruyó o dañó gran parte de la vieja arquitectura de la ciudad que sobrevivió el impacto del sismo de 1990. La arquitectura de Moyobamba era única en el Perú y se caracterizaba por amplias casonas de grandes paredes y patios, pasadizos adoquinados, con múltiples balcones y amplios ventanales y típicos tejados de palma o tejas, con adornos de mampostería o yeso en sus fachadas, casi todas de corte español, italiano o francés muchas con una vida incluso superior a 200 años, lamentablemente solo unas pocas lograron sobrevivir al proceso de demolición y a la falta de una política de recuperación arquitectónica, en parte agravada a la falta de apoyo del Gobierno Central debido a la crisis económica que golpeaba al Perú.
La ciudad de Nueva Cajamarca en la provincia de Rioja, (departamento de San Martín), y localidades circundantes como La Unión, Yuracyacu, Naranjillo y Leticia, la destrucción era más generalizada, gran parte de la población se compone de migrantes de los Andes, y sus viviendas construidas con adobe se desplomaron rápidamente, causando 22 muertos, más de 200 heridos y 34,000 damnificados en 16 localidades. En la localidad de San Fernando, se presentó un amplio efecto de licuefacción de suelos. En la ciudad de Rioja murieron 4 personas.
En Lamas eran extraídas 20 personas vivas desde los escombros y 02 habitantes fallecieron, gran parte de las construcciones quedaron averiadas pero no se demolieron y la mayoría de ellos colapsaría 14 años más tarde, durante el Terremoto del norte del Perú de 2005.
En Tarapoto y localidades vecinas, muchas viviendas se desplomaron o quedaron con inhabitables, se reportó 03 fallecidos y 45 heridos. Hubo deslizamientos de terreno y daños en muchas carreteras con colapso de postes de alumbrado eléctrico.
Heridos y 01 muerto en Juanjui y sus alrededores, daños en infraestructura y vías de acceso en Bellavista.
En Chachapoyas, Mendoza, Bagua, Progreso y otras localidades del Departamento de Amazonas el terremoto afectó considerablemente pueblos afectados duramente por el terremoto de 1990, y que con el nuevo evento sísmico dejó a todos sus habitantes virtualmente damnificados. En Mendoza 2 personas perdieron la vida, en Bagua y sus alrededores 3 y en Chachapoyas 5, donde las angostas calles quedaron obstaculizadas por techumbre destrozada o bloques de muros colapsados causando muchos heridos.
En Santa María de Nieva, no causó víctimas mortales, pero si 03 heridos y 05 viviendas destruidas.
En la provincia de Alto Amazonas,(Departamento de Loreto), limítrofe con el área epicentral, se reportó 35,000 damnificados, 204 heridos, 06 fallecidos y destrucción de caminos que comunican Yurimaguas con poblaciones selva adentro.
Numerosos heridos y mucho daño material en el Departamento de Cajamarca, donde 05 personas murieron, y los daños fueron mayores en las ciudades de Celendín y San Marcos.
En el Departamento de La Libertad se reportaron 04 muertes, 37 heridos, 18,000 damnificados y 10 centros educativos destruidos, siendo la provincia de Bolívar la más afectada.